# フレッチャー・スミス
フレッチャー・スミス(Fletcher Smith、1995年3月1日 - ）は、トップ14・リヨンOUに所属するラグビー選手。

## プロフィール
- ニュージーランドネルソン出身。
- ポジションはスタンドオフ(SO)、フルバック(FB)。
- 身長 180cm、体重 88kg
- U20ニュージーランド代表に選ばれたことがある[1]。
- マオリ・オールブラックスに選ばれたことがある[2]。

## 略歴
6、7歳でラグビーを始めた。
オタゴ、ハイランダーズ、ワイカト、ハリケーンズを経て、2020年、NTTコミュニケーションズシャイニングアークス(現・NTTコミュニケーションズ シャイニングアークス東京ベイ浦安)に加入。
2021年2月20日にジャパンラグビートップリーグ第1節Honda HEAT戦に先発出場で日本での公式戦初出場を果たす。同年7月、ワイカトに復帰。さらに同年11月、NECグリーンロケッツ東葛に加入。
2022年、リヨンOUに加入。